# Bózsva-patak
A Bózsva-patak a Ronyva mellékvize, Zemplénben, Bózsva nyugati határában ered, Borsod-Abaúj-Zemplén vármegyében, a Zempléni Tájvédelmi Körzet területén. A patak forrásától kezdve keleti-délkeleti irányban halad, majd Pálháza településnél beletorkollik a Bisó-patak.

## Nevének eredete
Nevének eredete nem tisztázott. Feltehetőleg a magyar Bors személynév szláv származéka rejlik benne.

## Élővilága

### Faunája
A patak mentén kijelölt különleges természetmegőrzési területen az alábbi fajok élnek: vérfű hangyaboglárka (Maculinea teleius), nagy tűzlepke (Lycaena dispar), nagy szarvasbogár (Lucanus cervus), sárga gyapjasszövő (Eriogaster catax), skarlátbogár (Cucujus cinnaberinus), zempléni futrinka (Carabus zawadszkii), havasi cincér (Rosalia alpina). A patakban él petényi-márna (Barbus petenyi), ingola (Eudontomyzon spp.), szivárványos ökle (Rhodeus sericeus amarus), halványfoltú küllő (Romanogobio albipinnatus), vöröshasú unka (Bombina bombina), sárgahasú unka (Bombina variegata), dunai tarajosgőte (Triturus dobrogicus), európai vidra (Lutra lutra).

### Flórája
A patak mentén a következő élőhelytípusok fordulnak elő: mészkerülő bükkösök (73,2 hektár), szubmontán és montán bükkösök (124,6 hektár), természetes jellegű eutróf tavak és hínárnövényzetük (0,2 hektár), üde-nedves magaskórósok (3,5 hektár), ártéri mocsárrétek (124,1 hektár), üde magas füvű kaszálórétek (36,9 hektár), pannon gyertyános-tölgyesek (61,6 hektár), valamint pannon cseres-tölgyesek (2 hektár).

## Part menti települések
A patak mentén mintegy 1500 fő él.
- Bózsva
- Pálháza
- Mikóháza